# I. A třída Východočeského kraje 1979/1980
V soubojích I. A třídy Východočeského kraje 1979/1980 (jedna ze skupin 6. nejvyšší fotbalové soutěže) se utkalo 28 týmů (ve dvou skupinách po 14 účastnících) dvoukolovým systémem podzim–jaro.

## Skupina A
| Poř. | Tým                            | Z  | V  | R | P  | VG | OG | B  |
| ---- | ------------------------------ | -- | -- | - | -- | -- | -- | -- |
| 1.   | TJ Osinek Kostelec nad Orlicí  | 26 | 16 | 2 | 8  | 60 | 35 | 34 |
| 2.   | SK Týniště nad Orlicí          | 26 | 15 | 2 | 9  | 52 | 34 | 32 |
| 3.   | TJ Spartak Vrchlabí            | 26 | 15 | 2 | 9  | 48 | 30 | 32 |
| 4.   | TJ Spartak Rychnov nad Kněžnou | 26 | 14 | 3 | 9  | 34 | 29 | 31 |
| 5.   | TJ Baník Žacléř                | 26 | 11 | 7 | 8  | 47 | 35 | 29 |
| 6.   | TJ Sokol Libišany              | 26 | 10 | 6 | 10 | 29 | 33 | 26 |
| 7.   | VTJ Milíčeves                  | 26 | 11 | 3 | 12 | 31 | 30 | 25 |
| 8.   | TJ Třebechovice pod Orebem     | 26 | 9  | 7 | 10 | 35 | 41 | 25 |
| 9.   | TJ ZAZ Jaroměř                 | 26 | 9  | 6 | 11 | 47 | 47 | 24 |
| 10.  | TJ Lomnice nad Popelkou        | 26 | 8  | 7 | 11 | 32 | 42 | 23 |
| 11.  | TJ Červený Kostelec            | 26 | 8  | 6 | 12 | 36 | 38 | 22 |
| 12.  | TJ Montas Hradec Králové       | 26 | 9  | 4 | 13 | 34 | 45 | 22 |
| 13.  | TJ Sokol Malšova Lhota         | 26 | 9  | 3 | 14 | 23 | 45 | 21 |
| 14.  | TJ Slovan Broumov              | 26 | 6  | 6 | 14 | 25 | 46 | 18 |

Poznámky:
- Z = Odehrané zápasy; V = Vítězství; R = Remízy; P = Prohry; VG = Vstřelené góly; OG = Obdržené góly; B = Body; (S) = Mužstvo sestoupivší z vyšší soutěže; (N) = Mužstvo postoupivší z nižší soutěže (nováček)

## Skupina B
| Poř. | Tým                            | Z  | V  | R  | P  | VG | OG | B  |
| ---- | ------------------------------ | -- | -- | -- | -- | -- | -- | -- |
| 1.   | TJ Chotěboř                    | 26 | 17 | 3  | 6  | 58 | 23 | 37 |
| 2.   | TJ Rozhovice                   | 26 | 13 | 6  | 7  | 41 | 36 | 32 |
| 3.   | TJ Paramo Pardubice            | 26 | 10 | 10 | 6  | 46 | 33 | 30 |
| 4.   | VTJ Žamberk                    | 26 | 11 | 7  | 8  | 43 | 35 | 29 |
| 5.   | TJ Jiskra Litomyšl             | 26 | 13 | 3  | 10 | 45 | 41 | 29 |
| 6.   | TJ Botas Skuteč                | 26 | 12 | 5  | 9  | 35 | 35 | 29 |
| 7.   | TJ Slovan TMS Pardubice        | 26 | 10 | 8  | 8  | 45 | 40 | 28 |
| 8.   | TJ OEZ Letohrad                | 26 | 10 | 6  | 10 | 47 | 40 | 26 |
| 9.   | TJ Kovofiniš Ledeč nad Sázavou | 26 | 9  | 7  | 10 | 47 | 43 | 25 |
| 10.  | TJ Jiskra Ústí nad Orlicí      | 26 | 10 | 5  | 11 | 38 | 40 | 25 |
| 11.  | TJ Spartak Sezemice            | 26 | 9  | 6  | 11 | 40 | 40 | 24 |
| 12.  | TJ Tesla Pardubice             | 26 | 7  | 8  | 11 | 32 | 49 | 22 |
| 13.  | TJ Sokol Rosice nad Labem      | 26 | 5  | 7  | 14 | 25 | 56 | 17 |
| 14.  | TJ Ředice                      | 26 | 4  | 3  | 19 | 26 | 63 | 11 |

Poznámky:
- Z = Odehrané zápasy; V = Vítězství; R = Remízy; P = Prohry; VG = Vstřelené góly; OG = Obdržené góly; B = Body; (S) = Mužstvo sestoupivší z vyšší soutěže; (N) = Mužstvo postoupivší z nižší soutěže (nováček)

|  | Postup do Krajský přebor Východočeského kraje 1980/1981    |
|  | Sestup do skupin I. B třídy Východočeského kraje 1980/1981 |